# Rijswijks Lyceum
Het Rijswijks lyceum is een Nederlandse openbare school voor voortgezet onderwijs gelegen in de Kleurenbuurt in Rijswijk.
De school biedt onderwijs op de niveaus Vwo, Havo, en Mavo. Er is ook een klas voor hoogbegaafden aanwezig.

## Geschiedenis
De school werd in 1958 opgericht door de gemeente. Initieel gingen de lessen door in houten noodlokalen aan de Van Vredenburchweg. Van 1963 tot 1965 werd een schoolgebouw opgetrokken naar plannen van architect H.E. Niemeijer. De school was berekend op 750 leerlingen, met 20 klaslokalen, een aula en een gymzaal. De aula werd tot in 1991 ook gebruikt als de schouwburg van Rijswijk. De noodlokalen bleven evenwel ook deels in gebruik, tot het hoofdgebouw in 1986 werd uitgebreid. In 1995 werden aangrenzend aan het Lyceum de gebouwen van het Van Vredenburch College in gebruik genomen. Het Lyceum was in die periode ook onderhevig aan wisselende fusies en opsplitsingen waarbij de namen van Rijswijkse Openbare Scholengemeenschap (ROS), Atlascollege en Atlas Onderwijsgroep werden gehanteerd. Deze laatste werd in 2013 opgeheven en sindsdien opereren het Rijswijks Lyceum en het Van Vredenburch College elk met eigen naam maar als één schoolorganisatie. In 2018 kwam het Rijswijks Lyceum in het nieuws met een geval van examenfraude.